# Hans Spiller
Hans Spiller (* 18. Februar 1923 in Weida, Thüringen; † 14. Januar 2014 in Halle) war ein deutscher Rechtswissenschaftler.

## Schulausbildung und Kriegsdienst
Der Sohn des angestellten Kammermusikers Franz Spiller und der Klavierlehrerin Johanna Spiller besuchte in Weida die Volksschule. Die Reifeprüfung legte er 1941 am Staatlichen Gymnasium Rutheneum mit Realgymnasium in Gera ab, wohin seiner Eltern umgezogen waren. Im selben Jahr wurde er zum Arbeitsdienst einberufen und 1942 zum Kriegsdienst verpflichtet. Nach Ende des Zweiten Weltkrieges war er in der staatlichen Verwaltung beschäftigt und anschließend in der Wirtschaft praktisch tätig.

## Wissenschaftliche Laufbahn
Im Jahre 1950 erhielt Spiller die Zulassung zum vierjährigen Studium der Rechtswissenschaften in Leipzig. Nach seinem Jurastudium und dem Staatsexamen an der Universität Leipzig 1954, erhielt Spiller eine Assistentenstelle am Institut für Finanzrecht. Er wurde 1955 zum Oberassistenten befördert. An der Humboldt-Universität zu Berlin war er 1955/56 zeitweilig als Lehrbeauftragter für Finanzrecht eingesetzt worden. Er promovierte im Jahre 1957 an der Leipziger Universität mit einer Untersuchung zum Gegenstand des Steuerrechts und wechselte noch im selben Jahr zur Martin-Luther-Universität Halle-Wittenberg. Mit Wirkung vom 1. September 1958 wurde der Oberassistent zum Dozenten ernannt und mit der Wahrnehmung einer Dozentur für Finanzrecht im damaligen Institut für Staats- und Verwaltungsrecht der Martin-Luther-Universität Halle-Wittenberg beauftragt. Seine Forschungsgebiete in der DDR betrafen sowohl das Finanzrecht der DDR als auch das Internationale Finanz- und Wirtschaftsrecht. Ab 1. September 1960 ernannte ihn der Staatssekretär für das Hoch- und Fachschulwesen der DDR, Wilhelm Girnus, zum Dozenten für Finanzrecht an der Juristischen Fakultät der Martin-Luther-Universität Halle-Wittenberg. In seiner Habilitationsschrift vom 11. September 1962 zum Thema „Souveränität und internationale Finanzrechtsbeziehungen“ untersuchte Spiller die innerstaatliche Leitung des DDR-Finanzsystems und deren internationale Rechtswirkungen. 1963 wurde er zum Professur berufen und war seitdem laut „Kürschners Gelehrten-Kalender“ für das Jahr 1966 Professor mit dem Lehrauftrag für das Finanzrecht, hatte jedoch zunächst weiter seinen Wohnsitz in Leipzig. Um 1967 war er Prorektor und Vorsitzender der Senatskommission für Auslandsbeziehungen der Martin-Luther-Universität Halle-Wittenberg.
Als Universitätsprofessor mit Lehrstuhl Finanzrecht und seinem Wohnsitz in Halle wurde er in Kürschners Deutscher Gelehrten-Kalender 1970 aufgenommen.

### Dekan der Fakultät für Rechts- und Wirtschaftswissenschaften
Im Zuge der dritten DDR-Hochschulreform wurde eine Fakultät für Rechts- und Wirtschaftswissenschaften an der Martin-Luther-Universität Halle-Wittenberg gegründet und diese – wie alle Fakultäten – einem „Wissenschaftlichen Rat“ unterstellt. Die Leitung dieser Fakultät wurde Spiller mit der Funktionsbezeichnung „Dekan“ übertragen. Er übte diese Funktion von 1969 bis 1984 aus. In dieser Position hatte er vor allem die Aufgabe, Promotionsverfahren durchzuführen und die Urkunden über den verliehenen Doktorgrad zusammen mit dem Universitäts-Rektor, in den Jahren 1971 bis 1977 Rektor Poppe, zu unterschreiben. Dem Dekan stand Mitte der 1970er Jahre als wissenschaftlicher Sekretär der Jurist Siegfried Schulze (* 1925; † 2016) zur Seite, der zugleich im von Spiller geleiteten Wissenschaftsbereich „Internationales Finanzrecht und Wirtschaftsrecht“ zum Versicherungsrecht forschte.

### Leiter eines Wissenschaftsbereichs an der Hallenser Universität
Für den im Rahmen der dritten DDR-Hochschulreform geschaffenen Wissenschaftsbereich „Internationales Finanzrecht und Wirtschaftsrecht“ innerhalb der neu geschaffenen Sektion Staats- und Rechtswissenschaft an der Hallenser Universität übernahm Spiller 1968 die Leitung. Dieser Wissenschaftsbereich wurde mehrmals umbenannt. Nach der Zusammenlegung mit dem Bereich Völkerrecht im Blick auf die Emeritierung des Lehrstuhlinhabers, Universitätsprofessors Gerhard Reintanz, in „Wissenschaftsbereich Internationale Rechtsbeziehungen“.
In „Kürschners Gelehrten-Kalender für das Jahr 1970“ wurde Spiller als Universitäts-Professor mit Lehrstuhl und Wohnsitz in Halle aufgeführt. Ab den 1970er Jahren wurde Spiller wie sein Kollege Reintanz für Gutachtertätigkeiten des DDR-Außenministeriums herangezogen. Er wirkte über 20 Jahre am Schiedsgericht bei der Kammer für Außenhandel als Schiedsrichter.
Seit 1986 leitete er die Kommission für internationale Beziehungen des Akademischen Senats der Martin-Luther-Universität Halle-Wittenberg.
Am 19. Mai 1987 hielt Spiller einen Vortrag vor dem Europa-Institut der Universität des Saarlandes in Saarbrücken zum Thema: Aufgaben, Rechtsstellung, Finanz- und Währungssystem des RGW, in dem er u. a. eine Bewertung des Rechtscharakters der RGW-Empfehlungen nach völkerrechtlichen Aspekten vornahm.

## Mitglied in internationalen Organisationen
Spiller war Mitglied in verschiedenen internationalen Vereinigungen:
- dem International Institute of Public Finance (IIPF), einer 1937 gegründeten Organisation mit dem Schwerpunkt Studium und Forschungen zu öffentlichen Finanzen sowie Förderung des Meinungsaustausches unter Wissenschaftlern aller Nationalitäten;
- der International Law Association (ILA), einer gemeinnützigen internationalen Organisation, gegründet 1873, vor allem zur Verbreitung und Weiterentwicklung des Völkerrechts;
- der International Fiscal Association (IFA), einer nichtstaatlichen Organisation, die sich seit ihrer Gründung 1938 mit Steuerfragen befasste.

## Betreute Dissertationen (Auswahl)
Zu den im Wissenschaftsbereich von Spiller geschriebenen, betreuten und begutachteten Dissertationen gehören:
- Die Änderung und Aufhebung von Wirtschaftsverträgen durch Partnervereinbarung, Adler, Wolfram, Halle, 1963[19]
- Rechtsformen der Finanzrevision, Zötzsche, Richard, Halle, 1965[20]
- Rechtsprobleme der Bankenschließung auf dem Gebiet der ehemaligen Sowjetischen Besatzungszone Deutschlands, Göldner, Joachim, Halle, 1967[21]
- Internationalrechtliche Probleme einer Entschädigung nationalisierten ausländischen Privateigentums, Scheller, Joachim, Halle, 1970[22]
- Internationalrechtliche Probleme der Personen-, Sach- und Haftpflichtversicherung in beiden deutschen Staaten, Schulze, Siegfried, Halle, 1970[23]
- Zur völkerrechtlichen Regelung der Aussenwirtschaftsbeziehungen der DDR zur BRD, Gebhardt, Hans-Uwe, Halle, 1973[24]
- Das finanzrechtliche Regime ausgewählter internationaler Finanzfonds: Analyse und Entwicklungstendenzen, Preuße, Annekatrin, Halle, 1988[25]

## Auszeichnungen (Auswahl)
Spiller erhielt mehrere staatliche Auszeichnungen:
- Vaterländische Verdienstorden in Gold, 1984[26]
- Verdienstmedaille der DDR 1965

## Persönliches
Spiller wurde im Alter von 65 Jahren mit Wirkung vom 31. August 1988 emeritiert. Aus diesem Anlass wurde ein Ehrenkolloquium von der Martin-Luther-Universität Halle-Wittenberg und der Gesellschaft für Völkerrecht in der DDR in Halle (Saale) 1988 veranstaltet. „Hauptreferent der Beratung“  war Spillers Duzfreund Fritz Enderlein (* 1929; † 2018), damals Direktor des Instituts für ausländisches Recht und Rechtsvergleichung an der Akademie für Staats- und Rechtswissenschaft  Potsdam-Babelsberg und nach der Wiedervereinigung Rechtsanwalt zur Restitution von NS-Raubkunst und verfolgungsbedingt entzogener Immobilien.
Nach seiner Emeritierung wirkte er noch als Rechtsanwalt in eigener Kanzlei unter dem Geschäftsnamen „Prof. Dr. Hans Spiller“ in der Saalestadt. Bei der Neuordnung der Zeitungslandschaft auf dem Gebiet der DDR 1990 wurde Spiller als renommierter Jurist zur Bestimmung der Rechtslage des Grosso-Vertriebs zu Rate gezogen und veröffentlichte einen Fachbeitrag. Der Pressevertrieb in der DDR sollte nach der friedlichen Revolution durch ein vom Medienpolitik-Ministerium unter Gottfried Müller verordnetes Grosso-System neu geregelt werden, um „einigermaßen ausgeglichene“ Wettbewerbsbedingungen beim Verkauf der Presseerzeugnisse schaffen und dadurch die gewonnene Pressefreiheit zu bewahren.
Die Stadt Halle (Saale) beglückwünschte Hans Spiller zum 90. Geburtstag im Jahre 2013.
Spiller fand seine letzte Ruhestätte auf dem Gertraudenfriedhof in Halle (Saale). Der Familienname Spiller bedeutet so viel wie „Spindelmacher, Spillemacher, -drechsler, -dreher“.

## Veröffentlichungen (Auswahl)
- Die Selbständigkeit des Steuerrechts gegenüber dem Zivilrecht. Zugleich ein Beitrag zur Bestimmung des Gegenstandes des Steuerrechts, Dissertation, Universität Leipzig 1957
- Souveränität und internationale Finanzrechtsbeziehungen. Untersuchungen zur innerstaatlichen. Leitung des. Finanzsystems und deren internationale Rechtswirkungen, Habilitationsschrift, Halle 1962
- Rechtsprobleme gemeinsamer Betriebe sozialistischer Staaten. In: Recht in der Außenwirtschaft, 6/7 aus 1963
- Valutamonopol und internationale Finanzbeziehungen. Innerstaatliche und internationale Rechtswirkungen, Berlin 1963
- Internationale Wirtschaftsbeziehungen der Martin-Luther-Universität.[34]
- Aufgaben und Status des internationalen Finanz- und Währungsrechts.[35]
- Rechtliche Regelungen des Finanzsystems der DDR (Mitautor: Zötzsche, Richard), Halle 1970
- Vorwort zu Schulze, Siegfried: Versicherungsrecht. Textausgabe der Rechtsnormen und Vertragsbedingungen für die Sach-, Haftpflicht- und Personenversicherungen in der DDR mit Anmerkungen und Sachregister. Sektion Staats- und Rechtswissenschaften, Wissenschaftsbereich Internationales Finanz- und Wirtschaftsrecht, Berlin 1970
- Das Rechtssystem der Wirtschafts- und Finanzbeziehungen der sozialistischen Integration. In: Forschung und Entwicklung des RGW, S. 188–218, Berlin 1974
- Schlussakte von Helsinki, neue internationale Wirtschaftsordnung und Aufgaben der Universitäten.[36]
- Finanz- und Währungsbeziehungen zu nichtsozialistischen Ländern, Berlin 1984
- Prof. em. Dr. sc. jur. Gerhard Reintanz – 70 Jahre.[37]
- Buchbesprechung 1986 zusammen mit Joachim Göldner:  A. B. Altschuler: Internationales Währungsrecht[38]
- Finanz- und Währungsbeziehungen der sozialistischen ökonomischen Integration, Berlin 1988; ISBN 978-3-329-00359-4
- Aufgaben, Rechtsstellung, Finanz- und Währungssystem des RGW. Vortrag vor dem Europa-Institut der Universität des Saarlandes, Saarbrücken, 19. Mai 1987; Saarbrücken 1987
- Finanz- und Währungsbeziehungen der sozialistischen ökonomischen Integration (Mitautor: Herbert Brandt), Berlin 1988; ISBN 978-3-329-00359-4

### Buchbesprechung (Auswahl)
Von den Autoren Hans Spiller, Herbert Brandt, Joachim Göldner und Siegfried Schulze rezensierte Gerhard Laule das gemeinsam verfasste Werk: Finanz- und Währungsbeziehungen zu nichtsozialistischen Ländern in der Zeitschrift Finanzarchiv, 1985, Vol. 43 (1), S. 194, ISSN 0015-2218.